# لوغان أوبراين
لوغان أوبراين (بالإنجليزية: Logan O'Brien)‏ هو مغني وممثل أمريكي، ولد في 21 يناير 1992 بلوس أنجلوس في الولايات المتحدة.

## وصلات خارجية
- لوغان أوبراين على موقع IMDb (الإنجليزية)
- لوغان أوبراين على موقع قاعدة بيانات الفيلم (الإنجليزية)
- لوغان أوبراين على موقع كينوبويسك (الروسية)